# Iglesia de Nuestra Señora de Lourdes (Singapur)

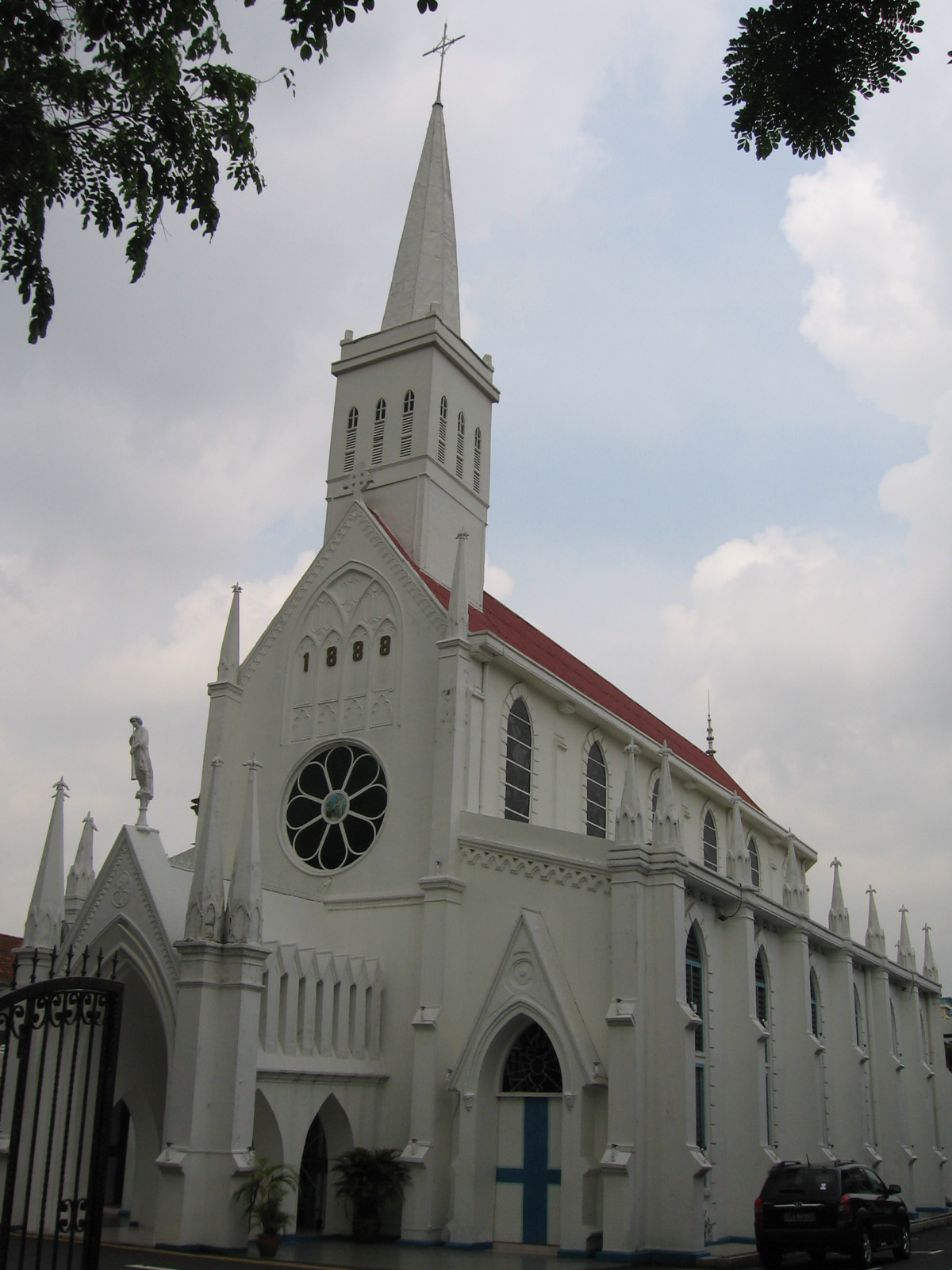
Aspecto exterior de la iglesia.

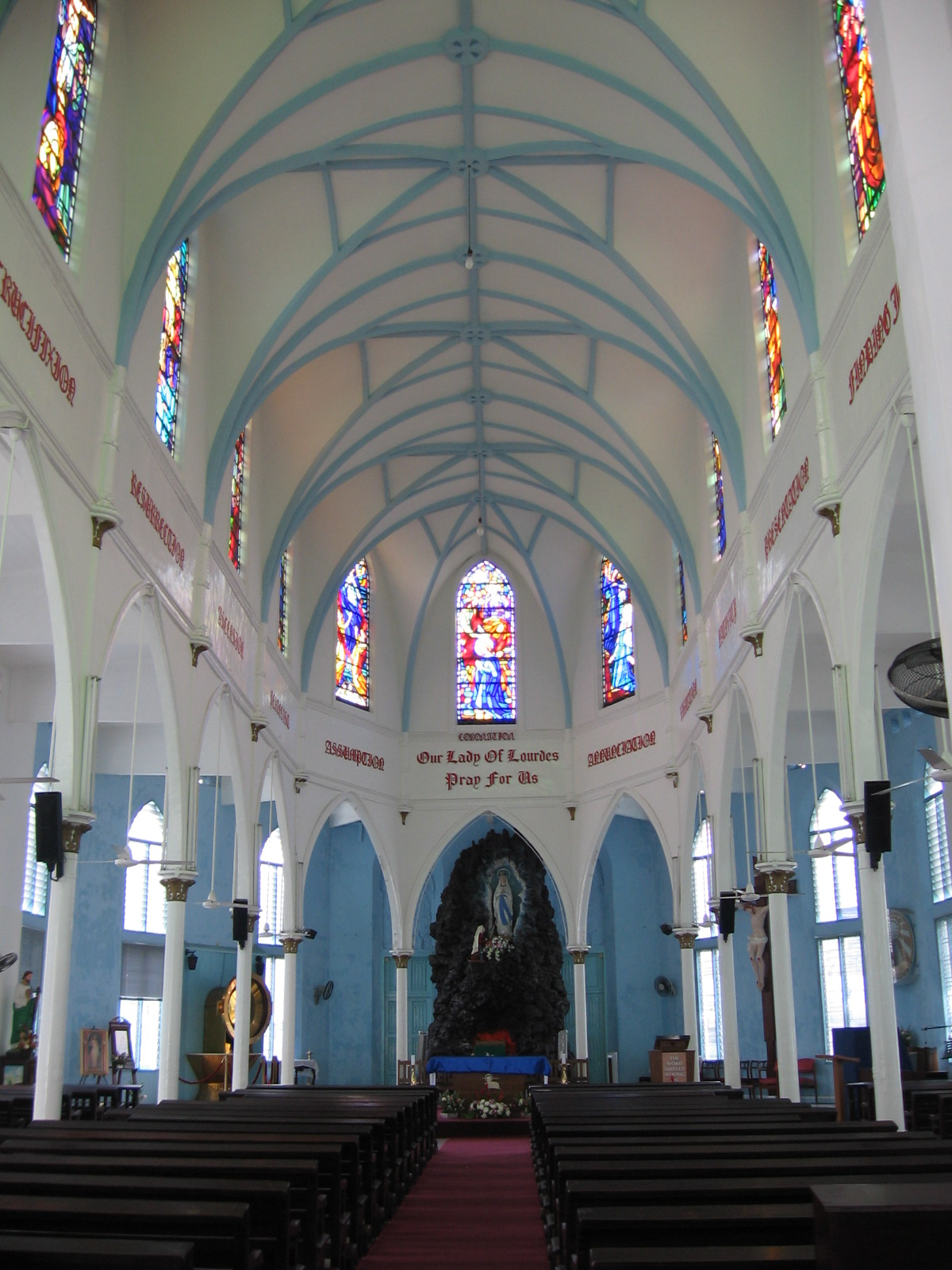
Nave central.

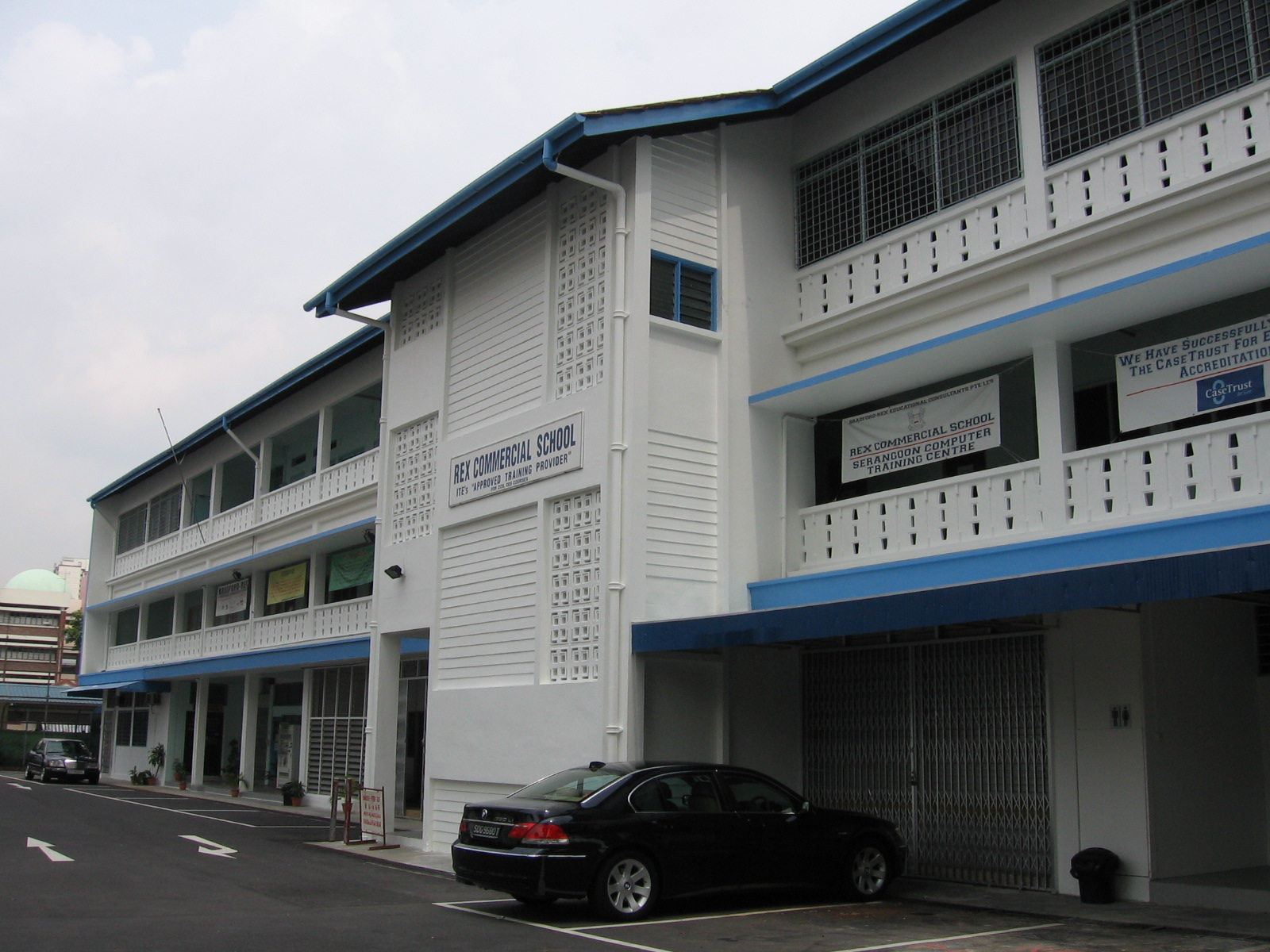
Escuela de la iglesia.

La Iglesia de Nuestra Señora de Lourdes (en chino tradicional, 露德聖母堂; en chino simplificado, 露德圣母堂 y en inglés: Church of Our Lady of Lourdes) es una iglesia católica localizada en el Área Central de Singapur y perteneciente a la arquidiócesis homónima.
La iglesia, bajo la advocación de la Virgen de Lourdes, fue construida en 1888, convirtiéndose en la primera iglesia católica tamil en Singapur, diseñada después de la iglesia original localizada en Lourdes, Francia. A menudo, muchos historiadores de la arquitectura atribuyen este edificio a Sawn & Maclaren, aunque se considera más probable que haya sido hecho por un arquitecto sacerdote, como el Padre Nain, que diseñó algunos edificios católicos en Singapur en esa época. Además, no pudo haber sido construido por Swan & Maclaren debido a que esa asociación se formó oficialmente en 1893, cuando el templo estaba siendo culminado. Otra teoría afirma que fue construido por A. W. Lermit de Swan & Lermit.
Actualmente, la iglesia suele ser usada con el propósito para el cual se construyó, es decir, como el lugar de adoracón de los católicos tamiles. La iglesia, además, fue declarada monumento nacional el 14 de enero de 2005.
Si bien la iglesia fue construida en estilo neogótico, inspirada en la iglesia de Lourdes, la magnificencia de ella se vio eclipsada por la adición de la Rex Commercial School, una escuela. Asimismo, en 1982 la iglesia estuvo pintada de amarillos, grises, rojos; colores que mantuvo hasta la restauración de 1986, cuando se le cambiaron por blanco y dos tonos de azul.